# Selva del Montello
Selva del Montello è una frazione del comune italiano di Volpago del Montello, in provincia di Treviso.

## Geografia fisica
Collocata nella parte orientale del territorio comunale, Selva sorge ai piedi del versante meridionale del Montello. Gli unici corsi d'acqua degni di nota sono di origine artificiale: si tratta del canale del Bosco, che scorre lungo il margine della collina, e del canale della Vittoria di Ponente, a est.

## Storia
L'attuale Selva si è formata nel medioevo dall'unione di quattro antichi villaggi ben distinti, ciascuno con un proprio luogo di culto di riferimento: Selva stessa (San Silvestro), Lavaio (Santa Cecilia, a sudovest), Arson (San Nicolò, lungo le pendici del Montello) e Castagnè (San Vitale, a sudest). Nel 1341 le quattro comunità furono riunite sotto un'unica parrocchia.

## Monumenti e luoghi d'interesse

### Architetture religiose
- Chiesa parrocchiale: costruita nel 1932, dopo che la fortissima tromba d'aria del 1930 aveva quasi completamente distrutto l'edificio originario. Il nuovo edificio venne costruito in diversa ubicazione e vi furono trasferite molte delle opere d'arte conservate nella vecchia chiesa, recuperate tra le macerie.

La vecchia chiesa aveva origini antichissime (VIII-IX secolo) e fu sin dall'inizio legata ai benedettini nonantolani residenti a Treviso presso la chiesa di Santa Maria Maggiore. Non a caso, porta lo stesso titolare della loro casa madre, l'abbazia di Nonantola vicino a Modena.
Pur essendo elencata nel 1153 tra le filiali della pieve di Volpago, la chiesa di Selva rimase legata ai frati, venendo così sottratta all'autorità del vescovo di Treviso; di conseguenza, non furono pochi i contrasti fra la diocesi e il cenobio. Nel 1341 venne eretta a parrocchia autonoma, unificando gli altri tre villaggi del circondario,
Dal 1462 fu sottoposta ai Canonici lateranensi, con sede a Venezia. Quindi, nel 1554, passò sotto la giurisdizione dei Canonici lateranensi di Santa Maria Maggiore, entrando definitivamente a far parte della diocesi di Treviso. Nel 1770, in seguito alla soppressione della congregazione, il giuspatronato della parrocchia fu aggiudicato alla famiglia Querini Stampalia che ebbe il diritto di nominarne il parroco fino all'inizio del Ottocento.
La chiesa subì consacrazioni nel 1530, nel 1635 e nel 1779, probabilmente in seguito ad altrettanti restauri. L'edificio attuale deriva però dai rifacimenti operati da don Giovanni Saccardo, che resse la parrocchia nella prima metà dell'Ottocento. Durante le soppressioni napoleoniche riuscì a radunare presso la sua chiesa gli arredi provenienti da altri edifici di culto sconsacrati: bronzi, argenti, dipinti, vasellame, ma anche altari, acquasantiere, pavimentazioni. Ne risultò una chiesa ricca e fastosa, assolutamente inconsueta per un piccolo paese di campagna.
San Silvestro presenta un'unica navata con soffitto e pareti ornati da stucchi. Lungo le pareti sono esposte vari dipinti di scuola veneta, in particolare una Crocifissione del Tintoretto (già ai Santi Cosma e Damiano della Giudecca) e una Madonna col Bambino di Paolo Veneziano (olio su tela dalla chiesa di Santa Chiara di Murano). L'altare maggiore proviene dalla chiesa di San Secondo in Isola, mentre il retrostante dossale si trovava nella certosa del Montello; la pala d'altare (San Silvestro battezza l'imperatore Costantino) fu commissionata dalla fabbriceria di Selva a Vincenzo Guarana. L'altare è sovrastato da sei grandi teleri con le Storie di Mosè di Gianantonio Guardi. Gli altari laterali sono pure di provenienza veneziana.

### Architetture civili
Nel territorio del Montello, come in tutta la provincia di Treviso, sono presenti delle ville venete. Di seguito sono elencate le più importanti della frazione di Selva:
- Barchessa di villa Grollo: è ciò che resta di un'antica villa veneta, costruita forse dalla famiglia Marcello, acquisita dai Grollo e demolita nell'Ottocento[4].

- Villa Valliano, Sernagiotto: scheda della villa nel sito dell'Istituto Regionale Ville Venete[5]
- Barchessa di casa Fanti: Scheda della villa nel sito dell'Istituto Regionale Ville Venete[6]
- Villa Guizzo Marseille: scheda della villa nel sito dell'Istituto Regionale Ville Venete[7]
- Villa Priuli, Barea: complesso architettonico ottenuto dall'ampliamento di un palazzetto cinquecentesco. Scheda della villa nel sito dell'Istituto Regionale Ville Venete[8]
- Barchessa di villa Bressa, Marcello, Loredan: scheda della villa nel sito dell'Istituto Regionale Ville Venete[9]
- Casa Girardi: scheda della villa nel sito dell'Istituto Regionale Ville Venete[10]
- Casa Scola, Fassa: scheda della villa nel sito dell'Istituto Regionale Ville Venete[11]
- Casa Anselmi: scheda della villa nel sito dell'Istituto Regionale Ville Venete[12]
- Casa Sernagiotto: scheda della villa nel sito dell'Istituto Regionale Ville Venete[13]